# The Satanic Rites of Dracula
The Satanic Rites of Dracula (bra: Os Ritos Satânicos de Drácula) é um filme britânico de 1973, do gênero terror, dirigido por Alan Gibson para a Hammer Films.

## Elenco
- Christopher Lee (Conde Dracula)
- Peter Cushing (Van Helsing)
- Michael Coles (Inspetor Murray)
- William Franklyn (Peter Torrence)
- Richard Vernon (Coronel Mathews)
- Maurice O'Connell (Agent Hanson)
- Joanna Lumley (Jessica Van Helsing)
- Richard Mathews (John Porter, MP)
- Patrick Barr (Lord Carradine)
- Lockwood West (General Sir Arthur Freeborne)
- Freddie Jones (Dr. Julian Keeley)
- Barbara Yu Ling (Chin Yang)
- Peter Adair (Doutor)
- Valerie Van Ost (Jane)
- John Harvey (Comissario)
- Maggie Fitzgerald , Pauline Peart, Finnuala O'Shannon, Mia Martin (Vampiras)
- Marc Zuber, Paul Weston, Ian Dewar, Graham Rees (Guardas)